# Conde Russell

Brasão de armas dos condes Russell.

Conde Russell, de Kingston Russell no Condado de Dorset, é um título no Pariato do Reino Unido. Foi criado em 30 de julho de 1861 para o proeminente político liberal Lord John Russell .  Ele foi Ministro do Interior de 1835 a 1839, Secretário de Relações Exteriores de 1852 a 1853 e de 1859 a 1865 e Primeiro Ministro do Reino Unido de 1846 a 1852 e de 1865 a 1866. Ao mesmo tempo em que recebeu o condado de Russell, ele foi feito Visconde Amberley, de Amberley, no Condado de Gloucester, e de Ardsalla, no Condado de Meath. Membro da proeminente família Russell, ele era o terceiro filho de John Russell, 6.º Duque de Bedford.

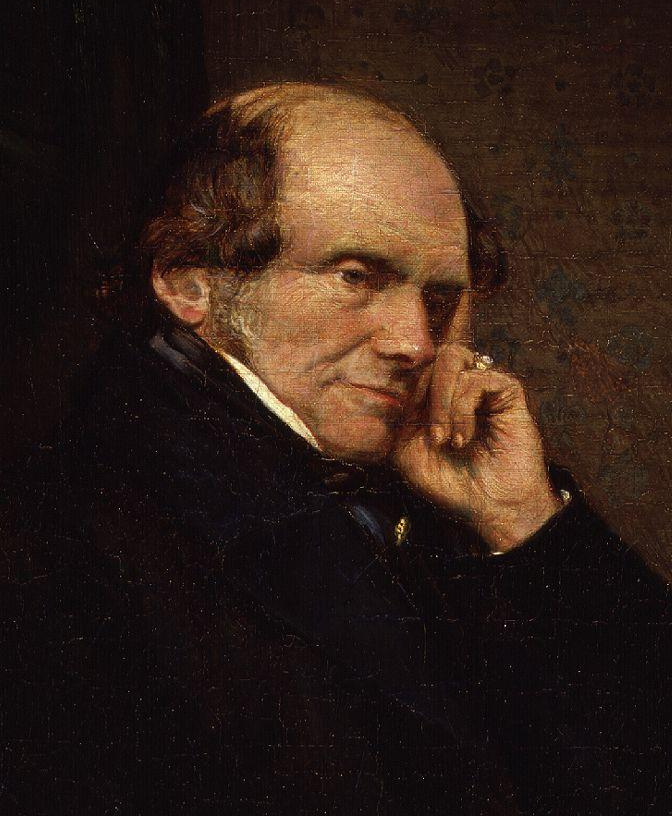
John Russell, 1.º Conde Russell

O primeiro conde foi sucedido por seu neto, o segundo conde, o filho mais velho de John Russell, Visconde Amberley. Ele foi um dos primeiros pares a se filiar ao Partido Trabalhista e ocupou o cargo de Subsecretário de Estado para a Índia sob o comando do Primeiro Ministro Ramsay MacDonald, de 1929 a 1931. Ele não tinha filhos e foi sucedido em 1931 por seu irmão mais novo, o terceiro conde, o famoso filósofo e ganhador do Prêmio Nobel universalmente conhecido como Bertrand Russell. Quando ele morreu em 1970, seu filho mais velho, o quarto conde, manteve o título até que seu meio-irmão, o quinto conde, o herdou em 1987. Ele foi um notável historiador da Inglaterra do século XVII. Russell também fez parte da bancada do Partido Liberal Democrata na Câmara dos Lordes e foi um dos noventa pares hereditários eleitos que foram autorizados a permanecer na Câmara dos Lordes após a aprovação da Lei da Câmara dos Lordes de 1999. Desde 2018  os títulos são detidos por seu filho mais novo, o sétimo conde, que sucedeu seu irmão em 2014.
Como descendentes do sexto duque de Bedford, os Condes Russell também são remanescentes daquele título de nobreza e seus títulos subsidiários.

## Condes Russell (1861)
- John Russell, 1.º Conde Russell (1792–1878)
- John Francis Stanley Russell, 2.º Conde Russell (1865–1931)
- Bertrand Arthur William Russell, 3.º Conde Russell (1872–1970)
- John Conrad Russell, 4.º Conde Russell (1921–1987)
- Conrad Sebastian Robert Russell, 5.º Conde Russell (1937–2004)
- Nicholas Lyulph Russell, 6.º Conde Russell (1968–2014)
- John Francis Russell, 7.º Conde Russell (nascido em 1971)

Não há ninguém com direito a suceder ao condado.